# Nenia (mitología)
Nenia, (en latín, Nenia Dea o más raramente, Naenia) fue una antigua diosa funeraria de Roma, que tenía un santuario fuera de la Porta Viminalis.
El culto a Nenia era muy antiguo, pero según Georg Wissowa, la ubicación del santuario de Nenia (sacellum), fuera del centro de la primitiva Roma, indica que no pertenecía al primer círculo de deidades romanas. En una interpretación diferente, su santuario estaría ubicado fuera de las murallas de la ciudad vieja, porque esa habría sido la costumbre para todas las divinidades relacionados con la muerte o lo moribundo.

## Diosa del lamento funerario romano
Nenia comparte su nombre con la nenia que tomaba el significado de carmen funebre ('canto fúnebre') o letanía insistentemente recitada, y Marco Terencio Varrón consideraba a Nenia Dea como una personificación del poder protector del lamento funerario. Por tanto, también era una de las divinidades, que por equipos, protegían la vida de los hombres. Varrón asignaba a Nenia una posición polar con respecto al dios Jano, probablemente inspirándose en una de las etimologías antiguas de la palabra nenia, definiéndola como nenia finis ('final'). Así, esos protectores comenzarían por Jano y terminarían en Nenia, por tanto, relacionada esta diosa con el final de la vida de las personas.
Arnobio pone a los hombres que están a punto de morir bajo el cuidado de Nenia. Aunque los escritos de Arnobio están influenciados principalmente por Cornelio Labeo, la identificación de Nenia como la diosa de la fugacidad humana aquí también sugiere un origen varroniano. No está claro si Tertuliano se refirió a la Nenia Dea cuando escribió sobre la "diosa de la propia muerte". Se desconoce si el culto de la propia Nenia era parte de los últimos ritos. Sin embargo, Lucio Afranio asocia claramente el término nenia (es decir, el canto fúnebre) con las exequias.

## Otras hipótesis
Heller rechaza el estatus de Nenia como deidad funeraria y hace una conjetura sobre su naturaleza original como diosa del 'tiempo de juego de los niños'. Sin embargo, el énfasis restrictivo de Heller en nenia como solo un 'tintineo' o 'juguete' ha sido refutado, ya que el propio Heller hapresentado suficientes fuentes sobre su naturaleza funeraria, aunque no se haya tenido en cuenta.
En cualquier caso, incluso la interpretación errónea de Heller del término nenia podría, en principio, ser aplicable a las costumbres funerarias romanas, porque la muerte también se veía como un renacimiento en la otra vida. Lucrecio conecta explícitamente las lamentaciones fúnebres con el 'lamento que los niños lanzan al ver por primera vez las orillas de la luz'. Además, los cantos fúnebres a veces también podrían haber sido paralelos a las canciones de cuna que las madres cantaban a sus hijos, ya que algunas neniae eran cantadas con una voz suave. Sin embargo, esta fuente y otras fuentes sobre la nenia como canción de cuna no se refieren específicamente a los cantos fúnebres, sino a las neniae en general. Además del lamento para defenderse de la perdición, el personaje de Nenia podría haber incluido algunas de las filosofías hipotetizadas, por ejemplo, el llanto del renacimiento, pero dado que las fuentes guardan silencio respecto a la diosa misma, estas opiniones sobre la Nenia Dea siguen siendo especulaciones.